# Décès en août 2018

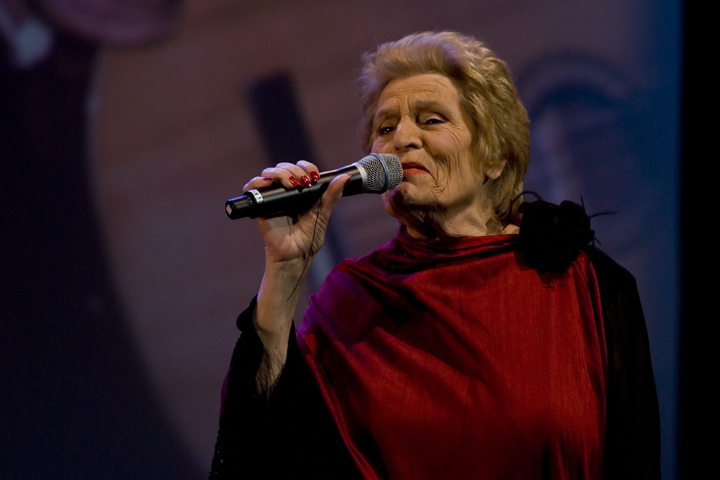
Celeste Rodrigues, chanteuse de fado portugaise

Décès
- 2014
- 2015
- 2016
- 2017
- 2018
- 2019
- 2020
- 2021
- 2022

Pour une information complémentaire, voir la page d'aide.

| Date     | Nom                       | Activités | Âge      | Source |
| -------- | ------------------------- | --- | -------- | ------ |
| 1er août | Alija Behmen              | Homme politique bosnien.                                                                                                  | 78       | (cr)   |
| 1er août | Mary Carlisle             | Actrice américaine. | 104      | (en)   |
| 1er août | Rick Genest               | Mannequin canadien. | 32       |        |
| 1er août | Fakir Musafar             | Photographe, icône sado-masochiste et théoricien de la culture américain.                                                 | 87       | (en)   |
| 1er août | Celeste Rodrigues         | Chanteuse portugaise de fado.                                                                                             | 95       |        |
| 2 août   | Givi Chikvanaya           | Poloïste soviétique puis russe, médaillé d'argent aux Jeux olympiques d'été de 1960 et 1968.                              | 79       | (en)   |
| 2 août   | Armand de Las Cuevas      | Coureur cycliste français.                                                                                                | 50       |        |
| 2 août   | Winston Ntshona           | Acteur et dramaturge sud-africain.                                                                                        | 76       | (en)   |
| 2 août   | Viktor Tioumenev          | Joueur de hockey sur glace soviétique, champion aux Jeux olympiques d'hiver de 1984.                                      | 63       | (ru)   |
| 3 août   | Michèle Le Bris           | Cantatrice (soprano) et pédagogue française.                                                                              | 80       |        |
| 3 août   | Moshé Mizrahi             | Réalisateur et scénariste israélien.                                                                                      | 86       | (en)   |
| 3 août   | Ronnie Taylor             | Directeur de la photographie britannique.                                                                                 | 93       | (en)   |
| 3 août   | Paul Viallaneix           | Historien français. | 93       |        |
| 4 août   | Josy Moinet               | Homme politique français.                                                                                                 | 88       |        |
| 4 août   | Tommy Peoples             | Violoniste irlandais. | 69       | (en)   |
| 4 août   | Arsène Tchakarian         | Résistant français d'origine arménienne.                                                                                  | 101      |        |
| 4 août   | Karma Topden              | Homme politique indien.                                                                                                   | 77       | (en)   |
| 5 août   | Claude Courtot            | Écrivain français. | 79       |        |
| 5 août   | Lauri Mononen             | Hockeyeur sur glace finlandais.                                                                                           | 68       | (en)   |
| 5 août   | Charlotte Rae             | Actrice américaine. | 92       | (en)   |
| 5 août   | Piotr Szulkin             | Réalisateur et scénariste polonais.                                                                                       | 68       | (en)   |
| 5 août   | Koosje van Voorn          | Nageuse néerlandaise. | 83       | (nl)   |
| 6 août   | Amadou Abdoulaye Dieng    | Officier général sénégalais.                                                                                              | 86       |        |
| 6 août   | Jean-Gabriel Ferlan       | Pianiste français d'origine arménienne.                                                                                   | 67       |        |
| 6 août   | Christian Habicht         | Historien allemand. | 92       | (en)   |
| 6 août   | Margaret Heckler          | Femme politique américaine.                                                                                               | 87       | (en)   |
| 6 août   | Nat Indrapana             | Dirigeant sportif thaïlandais.                                                                                            | 80       | (en)   |
| 6 août   | Jimmy il Fenomeno         | Acteur italien. | 86       | (it)   |
| 6 août   | Paul Laxalt               | Homme politique américain.                                                                                                | 96       | (en)   |
| 6 août   | Joël Robuchon             | Chef cuisinier français.                                                                                                  | 73       |        |
| 7 août   | Étienne Chicot            | Acteur, compositeur et scénariste français.                                                                               | 69       |        |
| 7 août   | John Ciaccia              | Avocat et homme politique canadien.                                                                                       | 85       |        |
| 7 août   | Dumitru Fărcaș            | Musicien roumain. | 80       | (ro)   |
| 7 août   | M. Karunanidhi            | Homme politique indien.                                                                                                   | 94       | (en)   |
| 7 août   | Richard H. Kline          | Directeur de la photographie américain .                                                                                  | 91       | (en)   |
| 7 août   | Stan Mikita               | Professionnel de hockey sur glace canadien d'origine slovaque.                                                            | 78       |        |
| 7 août   | Roland Schweitzer         | Architecte français. | 92       |        |
| 8 août   | Nicholas Bett             | Coureur de haies kényan.                                                                                                  | 28       |        |
| 8 août   | Lucien-René Delsalle      | Historien français. | 83       |        |
| 8 août   | Willie Dille              | Femme politique néerlandaise.                                                                                             | 53       |        |
| 8 août   | Takeshi Onaga             | Homme politique japonais.                                                                                                 | 67       |        |
| 8 août   | Mikhail Shakhov           | Lutteur soviétique, médaillé de bronze aux Jeux olympiques d'été de 1956.                                                 | 86       | (en)   |
| 8 août   | Richard Sipe              | Sociologue et psychothérapeute américain.                                                                                 | 85       | (en)   |
| 9 août   | Tamara Degtiareva         | Actrice russe. | 74       | (en)   |
| 9 août   | Éric Donfu                | Sociologue français. | 56       |        |
| 9 août   | Christian Gaillard        | Peintre français. | 67       |        |
| 9 août   | Manfred Melzer            | Prélat catholique allemand.                                                                                               | 74       | (de)   |
| 10 août  | Roger Bichelberger        | Écrivain français. | 79       |        |
| 10 août  | Hubert Bouyssière         | Homme politique français.                                                                                                 | 98       |        |
| 10 août  | Louis Fajfrowski          | Joueur français de rugby à XV.                                                                                            | 21       |        |
| 10 août  | László Fábián             | Kayakiste hongrois, champion aux Jeux olympiques d'été de 1956.                                                           | 82       | (hu)   |
| 10 août  | Fernando Llort            | Peintre, graveur et céramiste salvadorien.                                                                                | 69       | (es)   |
| 11 août  | Radu Demian               | Joueur de rugby à XV roumain.                                                                                             | 80       | (ro)   |
| 11 août  | V. S. Naipaul             | Écrivain britannique, lauréat du prix Nobel de littérature en 2001.                                                       | 85       |        |
| 11 août  | Arthur Paecht             | Homme politique français.                                                                                                 | 88       |        |
| 12 août  | Samir Amin                | Économiste franco-égyptien.                                                                                               | 86       | (en)   |
| 13 août  | Zvonko Bego               | Footballeur yougoslave puis croate, champion olympique aux Jeux olympiques d'été de 1960.                                 | 77       | (hr)   |
| 13 août  | Jean-Pierre Bocquet-Appel | Paléodémographe français.                                                                                                 | 68       |        |
| 13 août  | Morlaye Camara            | Footballeur international guinéen.                                                                                        | 86       |        |
| 13 août  | Salvatore Cantalupo       | Acteur italien. | 59       | (it)   |
| 13 août  | Unshō Ishizuka            | Seiyū japonais. | 67       | (en)   |
| 13 août  | Mie Mie                   | Militante birmane, prisonnière d'opinion                                                                                  | 48       |        |
| 13 août  | Jim Neidhart              | Catcheur américain. | 63       |        |
| 13 août  | Khadija Souissi           | Actrice tunisienne. | 74       |        |
| 13 août  | Robert Vizet              | Homme politique français.                                                                                                 | 94       |        |
| 14 août  | Edouard Ouspenski         | Écrivain russe. | 80       | (en)   |
| 14 août  | Michael Persinger         | Psychologue et neurobiologiste américain.                                                                                 | 73       | (en)   |
| 14 août  | Mario Trebbi              | Footballeur italien. | 78       | (it)   |
| 15 août  | Rita Borsellino           | Femme politique italienne.                                                                                                | 73       | (it)   |
| 15 août  | Marie-Françoise Bucquet   | Pianiste française. | 80       |        |
| 15 août  | Pierre Camou              | Banquier et joueur de rugby à XV puis dirigeant sportif français, président de la FFR de 2008 à 2016.                     | 72       |        |
| 15 août  | François Garnier          | Prélat catholique français.                                                                                               | 74       |        |
| 15 août  | Edmond Haan               | Footballeur français. | 94       |        |
| 15 août  | Albert Millaire           | Acteur et metteur en scène canadien.                                                                                      | 83       |        |
| 15 août  | Martin Pelser             | Joueur sud-africain de rugby à XV.                                                                                        | 84       | (en)   |
| 15 août  | Jordi Villacorta Garcia   | Joueur de rink hockey espagnol.                                                                                           | 69       | (es)   |
| 16 août  | Mohamed Demagh            | Sculpteur algérien. | 88       |        |
| 16 août  | Aretha Franklin           | Chanteuse américaine. | 76       |        |
| 16 août  | Yelena Shushunova         | Gymnaste soviétique, quadruple médaillée aux Jeux olympiques d'été de 1988.                                               | 49       | (en)   |
| 16 août  | Atal Bihari Vajpayee      | Homme d'État indien. | 93       |        |
| 16 août  | Marc Verstraete           | Professeur et médecin belge                                                                                               | 93       | (nl)   |
| 17 août  | Bob Bass                  | Entraîneur et dirigeant américain de basket-ball.                                                                         | 89       | (en)   |
| 17 août  | Leonard Boswell           | Homme politique américain.                                                                                                | 84       | (en)   |
| 17 août  | Vladimir Charov           | Écrivain russe. | 66       | (ru)   |
| 17 août  | Ezzatollah Entezami       | Acteur iranien. | 94       | (en)   |
| 17 août  | Costas Kondylis           | Architecte américain d'origine grecque.                                                                                   | 78       | (en)   |
| 17 août  | Claudio Lolli             | Chanteur, auteur-compositeur-interprète, poète, écrivain et professeur de lycée italien.                                  | 68       | (it)   |
| 17 août  | David McReynolds          | Homme politique américain.                                                                                                | 88       | (en)   |
| 18 août  | Kofi Annan                | Diplomate ghanéen, secrétaire général des Nations Unies (1997-2006).                                                      | 80       |        |
| 18 août  | Dominique Catta           | Religieux catholique français, « Trésor humain vivant ».                                                                  | 92       |        |
| 18 août  | Jack Costanzo             | Percussionniste américain.                                                                                                | 98       | (en)   |
| 18 août  | Van Doude                 | Acteur néerlandais. | 92       |        |
| 18 août  | Peter Tapsell             | Homme politique britannique.                                                                                              | 88       | (en)   |
| 18 août  | Sies Wever                | Footballeur néerlandais.                                                                                                  | 71       | (nd)   |
| 19 août  | Khaira Arby               | Chanteuse malienne. | 58       |        |
| 19 août  | Pierre Cherruau           | Journaliste français. | 48       |        |
| 19 août  | Richard Demarcy           | Dramaturge et metteur en scène français.                                                                                  | 76       |        |
| 19 août  | Darrow Hooper             | Athlète américain, médaillé d'argent aux Jeux olympiques d'été de 1952.                                                   | 86       | (en)   |
| 19 août  | Margareta Niculescu       | Marionnettiste roumaine.                                                                                                  | 92       |        |
| 20 août  | Matthew Aid               | Journaliste et historien américain.                                                                                       | 60       | (en)   |
| 20 août  | Uri Avnery                | Écrivain et journaliste israélien.                                                                                        | 94       | (en)   |
| 20 août  | Charles Blackman          | Peintre australien. | 90       | (en)   |
| 20 août  | François Brossier         | Prêtre, bibliste et théologien catholique français.                                                                       | 78       |        |
| 20 août  | Michel Cazenave           | Philosophe, homme de radio et écrivain français                                                                           | 76       |        |
| 20 août  | Doc Edwards               | Joueur puis manager américain de baseball.                                                                                | 81       | (en)   |
| 20 août  | Jimmy McIlroy             | Joueur puis entraîneur nord-irlandais de football.                                                                        | 86       | (en)   |
| 20 août  | José Picó                 | Peintre et dessinateur français d'origine espagnole.                                                                      | 89       |        |
| 20 août  | Jacques Tétreault         | Avocat, enseignant, magistrat et homme politique canadien.                                                                | 89       |        |
| 20 août  | Eddie Willis              | Musicien afro-américain.                                                                                                  | 82       | (en)   |
| 21 août  | Barbara Harris            | Actrice américaine. | 83       | (en)   |
| 21 août  | Vesna Krmpotić            | Écrivaine et traductrice croate.                                                                                          | 86       | (hr)   |
| 21 août  | Hanna Mineh               | Romancier syrien. | 94       |        |
| 21 août  | Stefán Karl Stefánsson    | Acteur islandais. | 43       | (en)   |
| 21 août  | John van Reenen           | Athlète sud-africain. | 71       | (en)   |
| 21 août  | Villano III               | Catcheur mexicain. | 66       | (en)   |
| 21 août  | Vincino                   | Dessinateur et journaliste italien.                                                                                       | 72       | (it)   |
| 22 août  | Jean-Marie Arrus          | Humoriste français. | 62       |        |
| 22 août  | Jacques Cesa              | Peintre, décorateur d'intérieur et graveur suisse.                                                                        | 73       |        |
| 22 août  | Gérard Jorland            | Philosophe français. | 71       |        |
| 22 août  | Richard Kadison           | Mathématicien américain.                                                                                                  | 93       | (en)   |
| 22 août  | Ed King                   | Musicien américain. | 68       | (en)   |
| 22 août  | Martin Shubik             | Économiste et professeur d'université britannique.                                                                        | 92       | (en)   |
| 23 août  | Arcabas                   | Peintre français. | 91       |        |
| 23 août  | Yves Bescond              | Prélat catholique français.                                                                                               | 94       |        |
| 23 août  | Joseph Kadji Defosso      | Homme d'affaires camerounais.                                                                                             | 95       |        |
| 23 août  | Delio Gamboa              | Joueur colombien de football.                                                                                             | 82       | (en)   |
| 23 août  | Russ Heath                | Auteur américain de bande dessinée.                                                                                       | 91       | (en)   |
| 23 août  | Franck Venaille           | Poète et écrivain français.                                                                                               | 81       |        |
| 23 août  | George Walker             | Compositeur afro-américain.                                                                                               | 96       | (en)   |
| 23 août  | David Yallop              | Romancier, journaliste et scénariste britannique.                                                                         | 81       | (en)   |
| 24 août  | Raymond Abad              | Footballeur puis entraîneur français.                                                                                     | 87       |        |
| 24 août  | Tom Frost                 | Grimpeur et alpiniste américain.                                                                                          | 82       | (en)   |
| 24 août  | Dominik Kalata (en)       | Prélat catholique et dissident tchécoslovaque, puis slovaque.                                                             | 93       |        |
| 24 août  | Uri Katzenstein           | Sculpteur, artiste visuel, musicien, constructeur d'instruments de musique et des machines sonores et cinéaste israélien. | 66 ou 67 | (en)   |
| 24 août  | Lindsay Kemp              | Chorégraphe, acteur et mime britannique.                                                                                  | 80       | (en)   |
| 24 août  | Jeff Lowe                 | Alpiniste américain. | 67       | (en)   |
| 24 août  | Javier Otxoa              | Cycliste sur route espagnol, champion paralympique (2004 et 2008).                                                        | 43       | (es)   |
| 24 août  | Aleksei Paramonov         | Joueur de football soviétique, champion aux Jeux olympiques d'été de 1956.                                                | 93       | (en)   |
| 24 août  | Antonio Pennarella        | Acteur italien. | 58       | (it)   |
| 24 août  | Valentina Rastvorova      | Escrimeuse soviétique, championne et médaillée d'argent olympique (1960, 1964).                                           | 85       | (ru)   |
| 24 août  | Ivan Štraus               | Architecte yougoslave puis bosnien.                                                                                       | 90       |        |
| 25 août  | Miyoko Asō                | Actrice japonaise. | 92       | (ja)   |
| 25 août  | Dieudonné Bogmis          | Prélat catholique camerounais.                                                                                            | 63       |        |
| 25 août  | John McCain               | Homme politique américain.                                                                                                | 81       |        |
| 25 août  | Noam Sheriff              | Chef d'orchestre et compositeur israélien.                                                                                | 83       | (en)   |
| 26 août  | Inge Borkh                | Soprano allemande. | 97       | (de)   |
| 26 août  | Rosa Bouglione            | Artiste de cirque française.                                                                                              | 107      |        |
| 26 août  | Odysséas Eskitzóglou      | Skipper grec, champion aux Jeux olympiques d'été de 1960.                                                                 | 86       | (el)   |
| 26 août  | Carmen Gill-Casavant      | Muséologue canadienne. | 91       |        |
| 26 août  | K. K. Haridas             | Réalisateur indien. | 52       | (en)   |
| 26 août  | Henrique Martins          | Réalisateur et acteur brésilien.                                                                                          | 84       | (pt)   |
| 26 août  | Neil Simon                | Producteur de cinéma, dramaturge et scénariste américain.                                                                 | 91       | (en)   |
| 27 août  | Claude Goutin             | Artiste et sculpteur français.                                                                                            | 88       |        |
| 27 août  | Mirka Mora                | Artiste Franco-australienne.                                                                                              | 90       | (en)   |
| 27 août  | Alfonso Osorio            | Homme politique espagnol.                                                                                                 | 94       | (es)   |
| 27 août  | Stellan Westerdahl        | Skipper suédois, médaillé d'argent aux Jeux olympiques d'été de 1972.                                                     | 82       | (sv)   |
| 28 août  | Josep Fontana             | Historien, écrivain et professeur d'université espagnol.                                                                  | 86       | (es)   |
| 28 août  | Carmen Moore              | Actrice pornographique | 32       | (en)   |
| 28 août  | Jean-Joseph Turcotte      | Notaire et homme politique canadien.                                                                                      | 101      |        |
| 29 août  | Gary Friedrich            | Scénariste de bandes dessinées américain.                                                                                 | 75       | (en)   |
| 29 août  | François Konter           | Joueur puis entraîneur de football luxembourgeois.                                                                        | 84       |        |
| 29 août  | Erich Lessing             | Photographe autrichien.                                                                                                   | 95       |        |
| 29 août  | Ellie Mannette            | Musicien trinidadien spécialiste de steel drum.                                                                           | 91       | (en)   |
| 29 août  | James Mirrlees            | Économiste écossais. | 82       | (en)   |
| 29 août  | Marie Severin             | Dessinatrice de bandes dessinées américaine.                                                                              | 89       | (en)   |
| 29 août  | Paul Taylor               | Danseur et chorégraphe américain.                                                                                         | 88       | (en)   |
| 30 août  | Peter Corris              | Historien, écrivain, journaliste et professeur d'université australien.                                                   | 76       | (en)   |
| 30 août  | Yossif Kobzon             | Chanteur soviétique puis russe.                                                                                           | 80       | (en)   |
| 30 août  | Zohar Manna               | Informaticien israélo-américain.                                                                                          | 79       | (en)   |
| 30 août  | Vanessa Marquez           | Actrice américaine. | 49       |        |
| 30 août  | Ray                       | Catcheuse chinoise. | 36       | (ja)   |
| 31 août  | Luigi Luca Cavalli-Sforza | Généticien italien. | 96       | (it)   |
| 31 août  | Gloria Jean               | Actrice américaine. | 92       | (en)   |
| 31 août  | Yvon Palamour             | Ébéniste, luthier et musicien français.                                                                                   | 86       |        |
| 31 août  | Jeb Rosebrook             | Scénariste et producteur américain.                                                                                       | 83       | (en)   |
| 31 août  | Carole Shelley            | Actrice britannique. | 79       | (en)   |
| 31 août  | Alexandre Zakhartchenko   | Homme politique ukrainien.                                                                                                | 42       | (en)   |